# Малый Менеуз (река)
Малый Менеуз  (Крылоганка) — река в России, протекает по Башкортостану. Устье реки находится в 50 км по левому берегу реки Менеуз. Длина реки составляет 11 км.

## Данные водного реестра
По данным государственного водного реестра России относится к Камскому бассейновому округу, водохозяйственный участок реки — Дёма от истока до водомерного поста у деревни Бочкарёва, речной подбассейн реки — Белая. Речной бассейн реки — Кама.
Код объекта в государственном водном реестре — 10010201312111100024649.